# Cody Campbell
Cody Campbell (* 24. Februar 1990) ist ein kanadischer Bahn- und Straßenradrennfahrer.
Cody Campbell wurde 2007 kanadischer Bahnradmeister in der Mannschaftsverfolgung der Juniorenklasse. Im nächsten Jahr gewann er die nationalen Titel in der Einer- und in der Mannschaftsverfolgung. Seit 2009 fährt Campbell für das US-amerikanische Continental Team Trek Livestrong. Auf der Straße wurde er 2009 in der U23-Klasse Dritter im Einzelzeitfahren der kanadischen Meisterschaft.

## Erfolge – Bahn
2007
- Kanadischer Meister – Mannschaftsverfolgung (Junioren) mit Matthew Potman, Michael Rothengatter und Kevin Thorpe

2008
- Kanadischer Meister – Einerverfolgung (Junioren)
- Kanadischer Meister – Mannschaftsverfolgung (Junioren) mit Scott Mulder, Jacob Schwingboth und Kevin Thorpe

## Teams
- 2009 Trek Livestrong
- 2010 Trek Livestrong U23